# Boylston (Massachusetts)
Pour les articles homonymes, voir Boylston.
Boylston est une municipalité du Comté de Worcester au Massachusetts, fondée en 1665.
Sa population était de 4 355 habitants en 2010.

## Localisation
| Sterling      | Clinton    | Berlin       |
| West Boylston | Boylston   |              |
| Worcester     | Shrewsbury | Northborough |